# Un service difficile
Un service difficile (Un servizio difficile) est une nouvelle fantastique de Dino Buzzati, incluse dans le recueil Le K publié en 1966. Elle est la deuxième du cycle de neuf nouvelles inauguré par Voyage aux enfers du siècle.

## Résumé
Buzzati, employé dans un journal, est demandé par le directeur. Celui-ci lui annonce le sujet sur lequel il doit écrire un nouvel article : la porte des Enfers aurait été retrouvée à Milan lors de travaux dans le métro. Un homme nommé Torriani aurait aperçu de l'autre côté une ville semblable à la leur, quelqu'un y serait entré et n'en serait jamais ressorti. Le directeur lui demande de se rendre sur place pour prendre des photos qui prouvent l'existence de ce lieu et de rencontrer Torriani pour éclaircir le mystère.

## Personnages
- Le directeur : directeur d'un journal italien
- Monsieur Buzzati : personnage principal, reporter (l'écrivain qui se fond avec le narrateur de son récit)
- Stazi : l'homme qui est au téléphone avec le Directeur depuis Rome
- Fossombroni : reporter qui va être envoyé a Chypre
- Monsieur Torriani : il a découvert la porte de l'Enfer